# Manfred Jenning

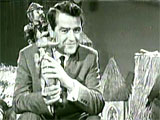
Manfred Jenning

Manfred Jenning (* 8. März 1929 in Augsburg; † 7. Dezember 1979 ebenda) war ein deutscher Hausautor, Spielleiter, Regisseur und Sprecher der Augsburger Puppenkiste.

## Leben
Jenning war zunächst Schauspieler am Augsburger Theater. Als sein Kollege Walter Oehmichen im Februar 1948 sein neu gegründetes Puppentheater, die Augsburger Puppenkiste, mit dem Stück Der gestiefelte Kater eröffnete, verpflichtete er Jenning als Puppenführer und Sprecher. Jenning entwickelte sich schnell zum Hausautor. Schon zum Jahreswechsel 1950/51 brachte der 21-jährige ein Kabarett-Programm für Erwachsene auf die Puppenbühne und eröffnete damit eine Tradition. Die Premieren der Neuinszenierungen finden bis heute in der Silvesternacht statt. 
Besonders wichtig wurde Jennings Rolle für die seit 1953 produzierten Fernsehübertragungen. Deren Produktion kehrte nach einem kurzen Zwischenspiel beim Bayerischen Rundfunk im Jahr 1959 wieder zum Hessischen Rundfunk zurück, nachdem dieser die Produktion eines Mehrteilers angeboten hatte. 
Jenning schrieb daraufhin das Drehbuch für Die Muminfamilie, Regie führte damals noch Harald Schäfer. Die Ausstrahlung wurde ein Erfolg und die Form des Mehrteilers zum gängigen Konzept der Puppenkiste. Ebenfalls in das Jahr 1959 fiel Jennings Debüt als Regisseur einer Fernsehübertragung mit der ersten Folge von Klecksis Abenteuern. Diese Reihe wurde wie viele folgende im Rahmen der ARD-Sendung Sandmännchen ausgestrahlt. Auch andere Mehrteiler wie Urmel aus dem Eis, Bill Bo und seine Kumpane, Kleiner König Kalle Wirsch und schließlich Eine Woche voller Samstage wurden deutschlandweite Fernseherfolge. 
Als Jennings mit Abstand größter Erfolg gilt jedoch der im Jahr 1977 ausgestrahlte Vierteiler Jim Knopf und Lukas der Lokomotivführer, dessen Handlung auf einem 1960 von Michael Ende geschriebenen Kinderbuch beruht und in dem Jenning Lukas sprach. Bereits in der Schwarz-Weiß-Version von 1961 war er als Erzähler zu hören. 
Für die Weihnachtssendung Wir warten aufs Christkind im Jahre 1979 konnte Jenning wegen einer Krebserkrankung nicht mehr als Regisseur fungieren, jedoch schrieb er noch das Drehbuch mit der Unterstützung von Paul Maar. Regie führten an seiner Stelle die Editorin Margot Schellemann und der Kameramann Horst Thürling, welche darauf bestanden, dass nur sein Name im Abspann gezeigt wird. Am 7. Dezember 1979 starb Manfred Jenning im Alter von 50 Jahren an den Folgen seiner Krankheit. Er hinterließ seine Frau Rosemarie.
Insgesamt schrieb Jenning über 600 Drehbücher für die Augsburger Puppenkiste. Sein Nachfolger in den Fernsehproduktionen wurde Sepp Strubel.

## Fernsehproduktionen

### Drehbuch
- 1959: Die Muminfamilie (live)
- 1959: Die Muminfamilie
- 1960: Die Muminfamilie – Sturm im Mumintal
- 1961: Jim Knopf und Lukas der Lokomotivführer
- 1962: Jim Knopf und die wilde 13
- 1963: Der kleine dicke Ritter Oblong Fitz Oblong
- 1964: Kater Mikesch
- 1965: Der Löwe ist los!
- 1967–1972: Die Museumsratten
- 1966: Der Löwe ist los – Kommt ein Löwe geflogen
- 1967: Gut gebrüllt, Löwe
- 1968: Bill Bo und seine Kumpane
- 1969: Urmel aus dem Eis
- 1970: Kleiner König Kalle Wirsch
- 1971: 3:0 für die Bärte
- 1972: Die Steinzeitkinder
- 1973: Don Blech und der goldene Junker
- 1974: Das tapfere Schneiderlein
- 1974: Urmel spielt im Schloß
- 1975: Der kleine Muck
- 1975: Drachen hat nicht jeder
- 1976: Geschichten aus Holleschitz
- 1976: Jim Knopf und Lukas der Lokomotivführer (Neuverfilmung in Farbe)
- 1977: Eine Woche voller Samstage
- 1977: Jim Knopf und die wilde 13 (Neuverfilmung in Farbe)
- 1978: Das kalte Herz
- 1978: Lord Schmetterhemd
- 1979: Malte Maltzahn machts möglich
- 1979: Wir warten aufs Christkind
- 1985: Kater Mikesch (Neuverfilmung in Farbe; Drehbuch: Sepp Strubel nach der Fassung von Manfred Jenning)

### Regie
- 1970: Kleiner König Kalle Wirsch
- 1971: 3:0 für die Bärte
- 1972: Die Museumsratten
- 1972: Die Steinzeitkinder
- 1972: Wir Schildbürger
- 1973: Don Blech und der goldene Junker
- 1974: Das tapfere Schneiderlein
- 1974: Interdependenzen
- 1974: Urmel spielt im Schloß
- 1975: Der kleine Muck
- 1975: Drachen hat nicht jeder
- 1976: Geschichten aus Holleschitz
- 1976: Jim Knopf und Lukas der Lokomotivführer (Neuverfilmung in Farbe)
- 1977: Eine Woche voller Samstage
- 1977: Jim Knopf und die wilde 13 (Neuverfilmung in Farbe)
- 1978: Das kalte Herz
- 1978: Lord Schmetterhemd
- 1979: Malte Maltzahn machts möglich
- 1979: Wir warten aufs Christkind

### Synchronsprecher
- 1954: Der kleine Prinz (live)
- 1959: Die Muminfamilie
- 1960: Die Muminfamilie – Sturm im Mumintal
- 1961: Jim Knopf und Lukas der Lokomotivführer (Erzähler, Oberbonze Pi Pa Po und Herr Tur Tur)
- 1962: Jim Knopf und die wilde 13 (Erzähler)
- 1963: Der kleine dicke Ritter Oblong Fitz Oblong (Erzähler)
- 1964: Kater Mikesch
- 1966: Der Räuber Hotzenplotz (Kasperl)
- 1966: Der Löwe ist los – Kommt ein Löwe geflogen (Erzähler, Großwesir)
- 1967: Gut gebrüllt, Löwe (Erzähler)
- 1968: Bill Bo und seine Kumpane (Erzähler und Don Josefo)
- 1969: Urmel aus dem Eis (Erzähler und Dr. Zwengelmann)
- 1970: Kleiner König Kalle Wirsch (Kohlenjuke und Drache Murumesch)
- 1973: Don Blech und der goldene Junker
- 1974: Urmel spielt im Schloß (Dr. Zwengelmann und Riesenkrabbe)
- 1975: Drachen hat nicht jeder (Vater Braun)
- 1976: Jim Knopf und Lukas der Lokomotivführer (Neuverfilmung in Farbe) (Lukas und Oberbonze Pi Pa Po)
- 1977: Eine Woche voller Samstage (Herr Oberstein)
- 1977: Jim Knopf und die wilde 13 (Neuverfilmung in Farbe) (Lukas und Uschaurischuum)
- 1978: Lord Schmetterhemd (Erzähler, Tödlicher Colt und Medizinmann)
- 1979: Wir warten aufs Christkind (Lukas)

### Reihen im Sandmännchen
(wenn nicht anders angegeben Regie und Drehbuch)
- 1962–1965: Klecksis Abenteuer
- 1962–1972: Hilde, Teddy und Puppi (Drehbuch)
- 1962–1965: Kunibert und Heiner
- 1965: Pümmelchen und Stümmelchen
- 1965: Stupsi
- 1967: Pieperle
- 1967–1972: Beppo und Peppi